# Ортега, Жуан де
Жуан де Ортега (правильнее Хуан; 1480—1568) — испанский математик и монах-доминиканец.

## Биография
О его жизни сохранилось очень мало сведений. Известно, что он родился в Паленсии, был членом ордена доминиканцев (оба этих факта известны из его книги), проповедовал в Арагоне и, хотя не имел университетского образования, обладал большими познаниями в области математики, давал по ней частные уроки и выступал с лекциями, а также путешествовал с этими лекциями по всей Испании и Италии (все эти факты о нём сообщает Хулио Пастор).
Им была написана переведённая на многие из европейских языков и выдержавшая в Испании большое количество изданий работа «Conpusicion de la arte de la arismetica у juntamente de geomatria» (Барселона, 1512), ставшую одним из первых руководств коммерческого учёта на испанском языке. Эта книга более всего известна тем, что в последней главе её второй части в изданиях 1534, 1537 и 1542 годов описаны не вполне исследованные в то время способы приближённого извлечения квадратных и кубических корней. 
Из последующих её изданий известно вышедшее в 1552 году с дополнением Гонсало Бусто; в одном из них 13 примеров из «arte mayor», то есть алгебры. Первая часть его книги содержала подробные практические правила по проведению торговых операций и включала в себя сравнительные таблицы различных испанских монетных систем для конвертирования одной валюты в другую. Книга была издана в том числе в Риме (1515), Мессине (1522) и Севилье (1552). Она стала первой работой по коммерческой арифметике, опубликованной в Италии и Франции (в 1515 году).